# Letteratura mandaica

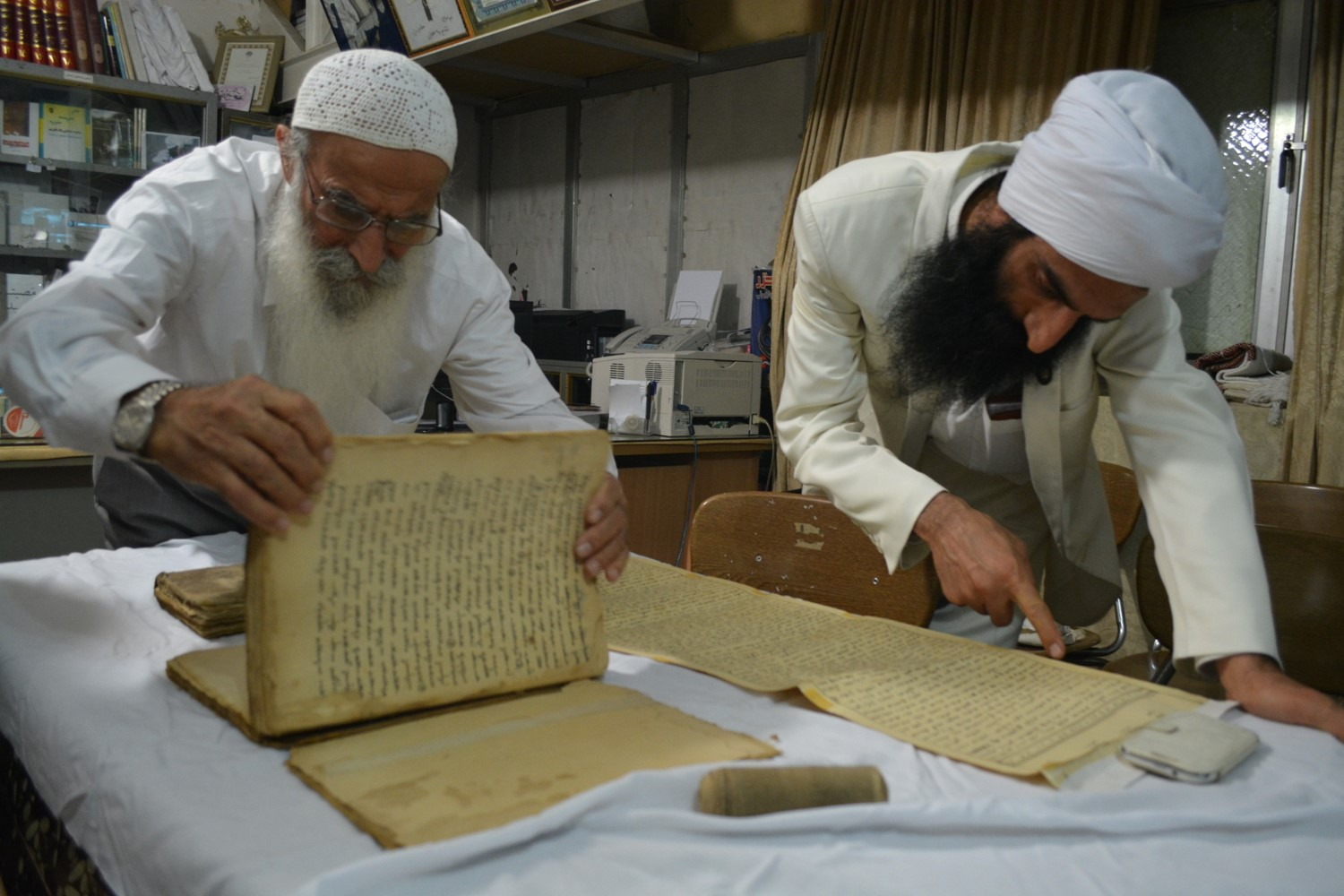
Due sacerdoti mandei controllano la pulizia dei testi prima che siano fotografati

La letteratura mandaica, o mandea, è la letteratura scritta nella lingua mandaica, variante della lingua aramaica.
Essa venne (e viene) scritta con un proprio alfabeto, l'alfabeto mandaico, variante degli alfabeti aramaici.
I testi principali di questa letteratura, varietà delle letterature aramaiche, sono per la grande maggioranza testi antichi scritti in lingua mandaica classica. I contenuti sono in massima parte relativi al mandeismo, religione della comunità dei mandei, l'unica religione gnostica oggi sopravvissuta, costituendo quindi una parte fondamentale delle letterature gnostiche.

## Storia
I copisti o scribi mandei trascrivono testi come attività meritoria per il perdono dei propri peccati, oppure possono essere incaricati di copiare testi per altri. Le sacre scritture mandee sono per tradizione custodite in ceste di legno avvolte in strati di panni di cotone e seta bianca. Questi manoscritti protetti in genere non vengono toccati dalla gente comune, anche se di solito viene consentito dai sacerdoti l'accesso ai manoscritti alle persone colte in grado di dimostrare una precisa conoscenza e un rispetto per i testi. Quando i principali scritti sacri sono maneggiati per le celebrazioni i sacerdoti fanno uso di guanti.   
Gli scritti si presentano sotto forma di codici oppure, come nel caso di molti diwan, di rotuli, spesso illustrati ed etichettati con lunghe spiegazioni scritte che in genere possiedono tipici disegni geometrici astratti i quali ricordano vagamente il cubismo e l'arte preistorica rupestre.
Nei testi la fine di ogni capitolo o sezione è tipicamente indicata dalle lettere mandee s-a, separate da una lunga legatura. 
Alcuni rotuli sono talismani, amuleti o esorcismi, tutti inseribili in tipici astucci detti "filattèri". Altri consistono in preghiere come le "Rahmia" (Devozioni), le "Niania" (Risposte) e le "Rushuma" (Preghiere da cantare). Molti rotuli contengono descrizioni simboliche di rituali, come i vari tipi di "Masiqta" e di "Masbuta". Questi testi sono tipicamente muniti di colofoni che forniscono informazioni dettagliate sugli scribi che li hanno trascritti, le date, i lignaggi ed altre informazioni storiche.
Sappiamo poco degli autori o dei redattori dei testi, che vengono sia dal periodo pre-islamico che da quello islamico. I testi magici più antichi datano dal IV al V sec. d.C.
La maggioranza dei manoscritti è custodita presso la Bodleian Library di Oxford, la British Library di Londra e la Bibliothèque Nationale de France di Parigi.

## Opere

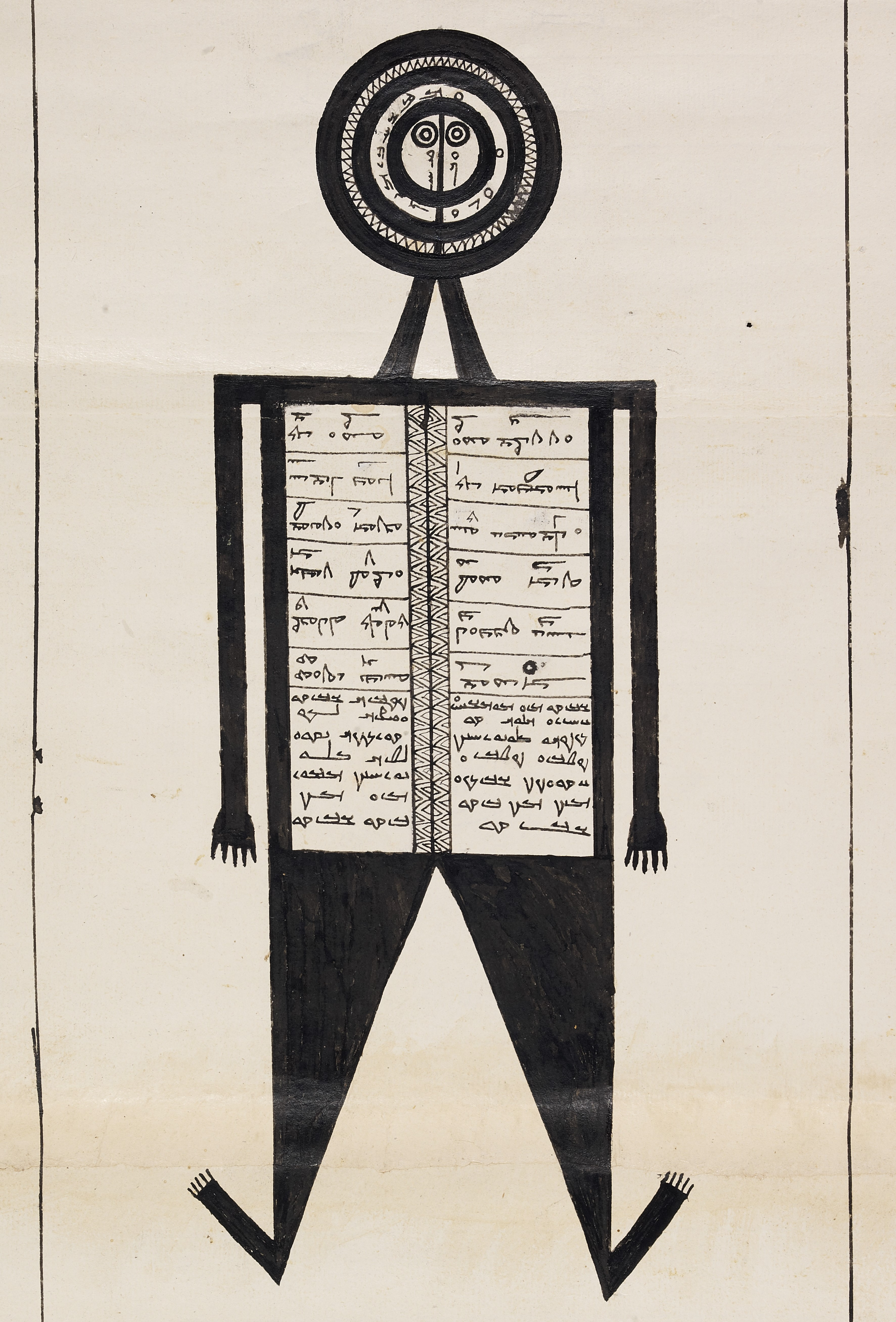
Es. di tipico disegno geometrico mandaico: Adam Kasia (L'Adamo nascosto) dal Rotulo del grande mondo supremo

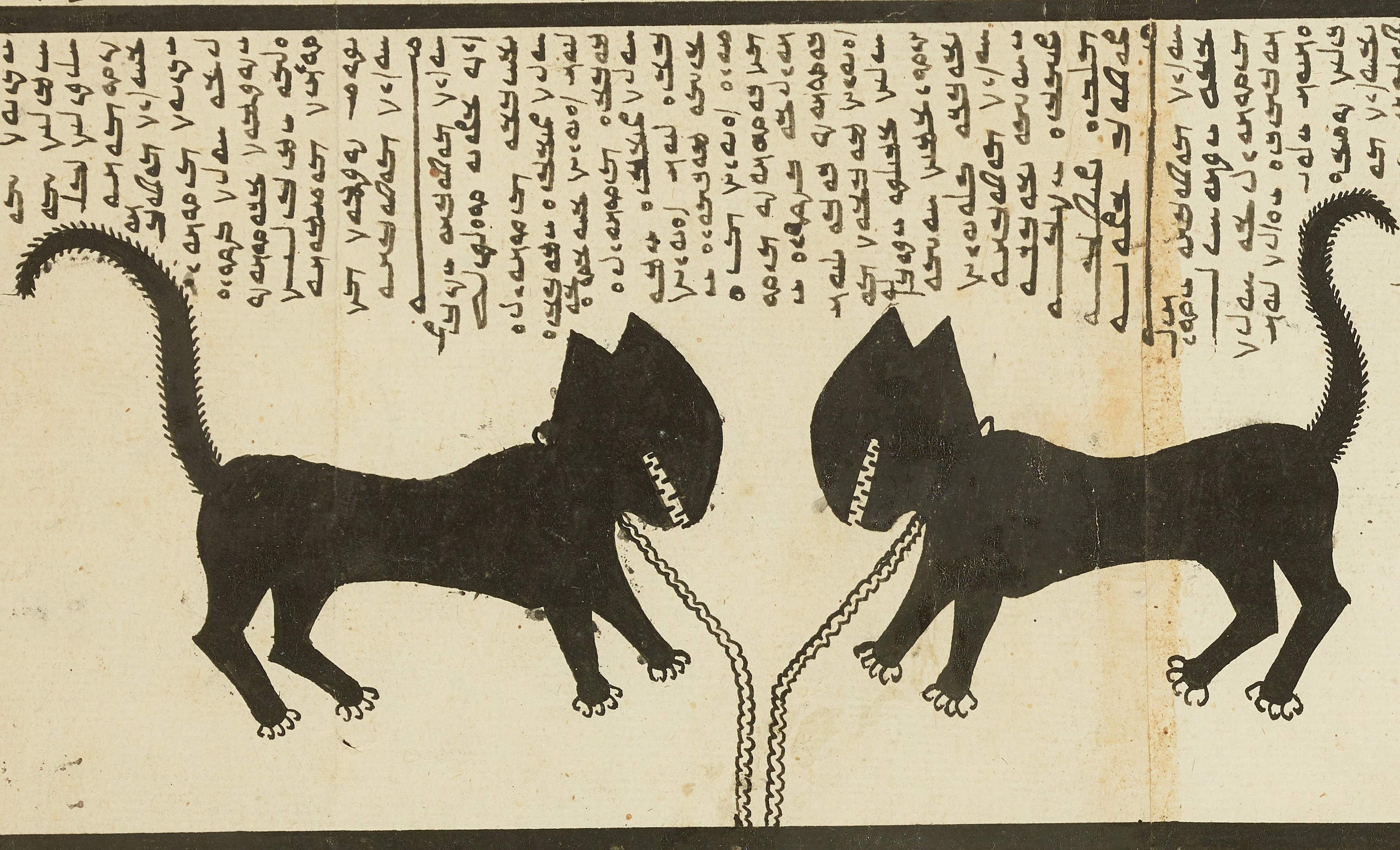
Due leoni nel purgatorio di Saturno (Kiwan), dal Rotulo di Abatur

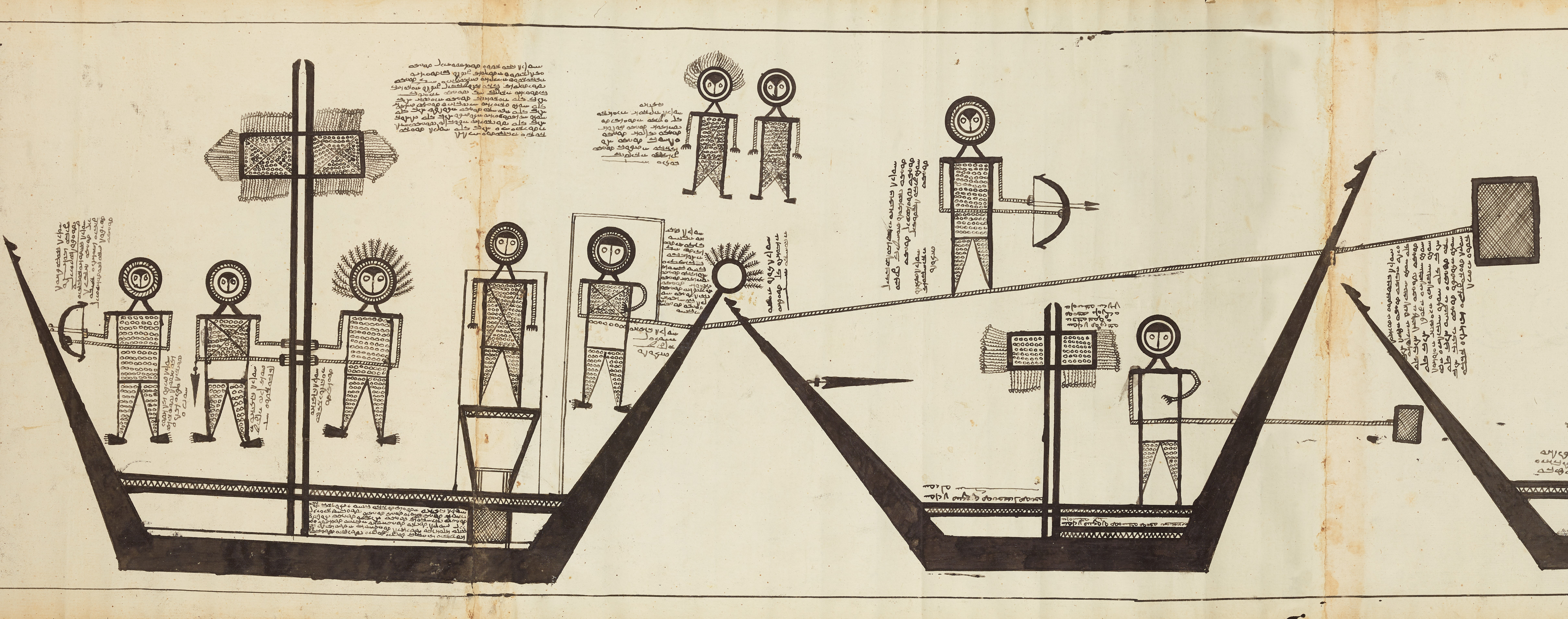
La nave del sole, dal Rotulo di Abatur

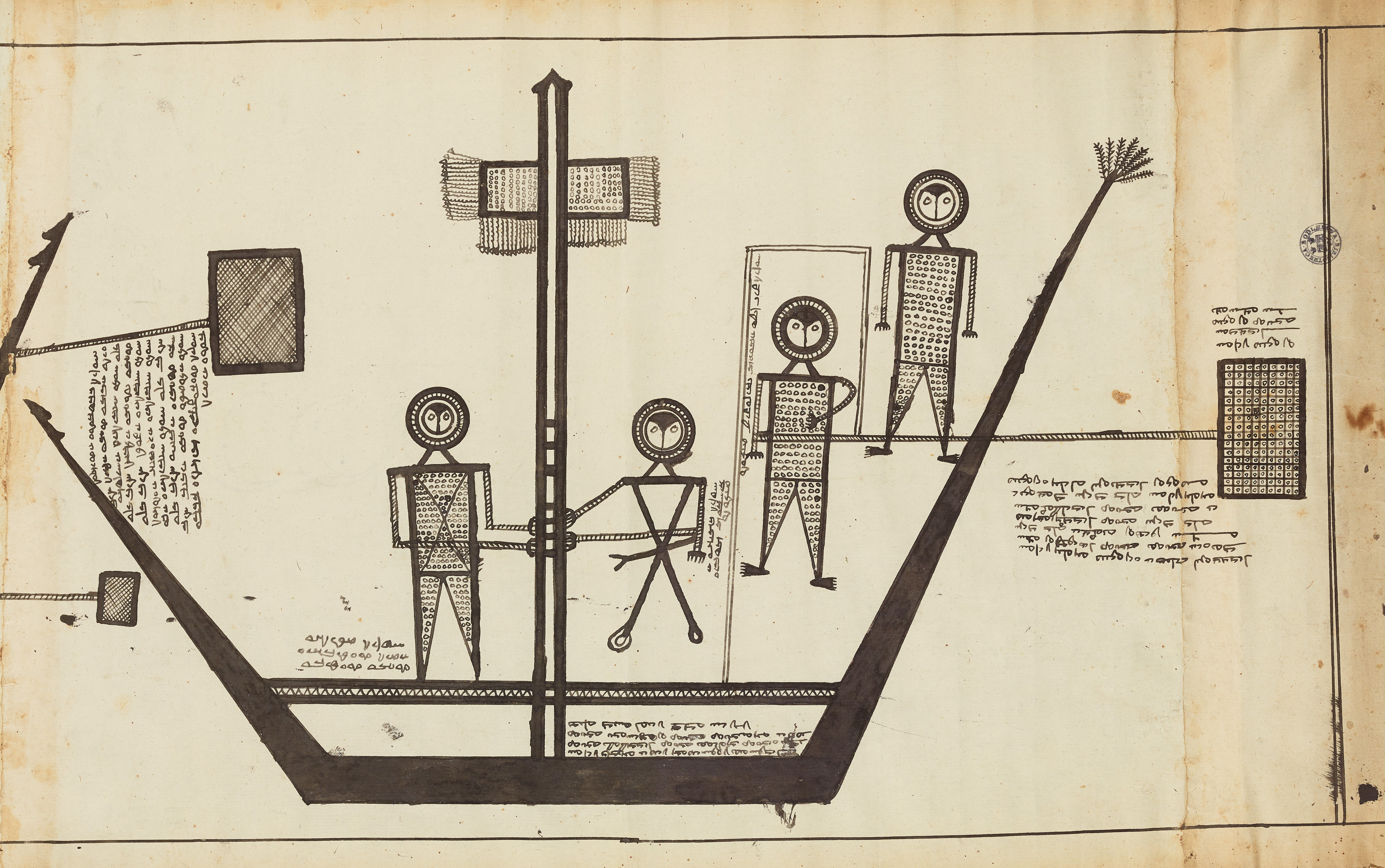
La nave della luna, dal Rotulo di Abatur

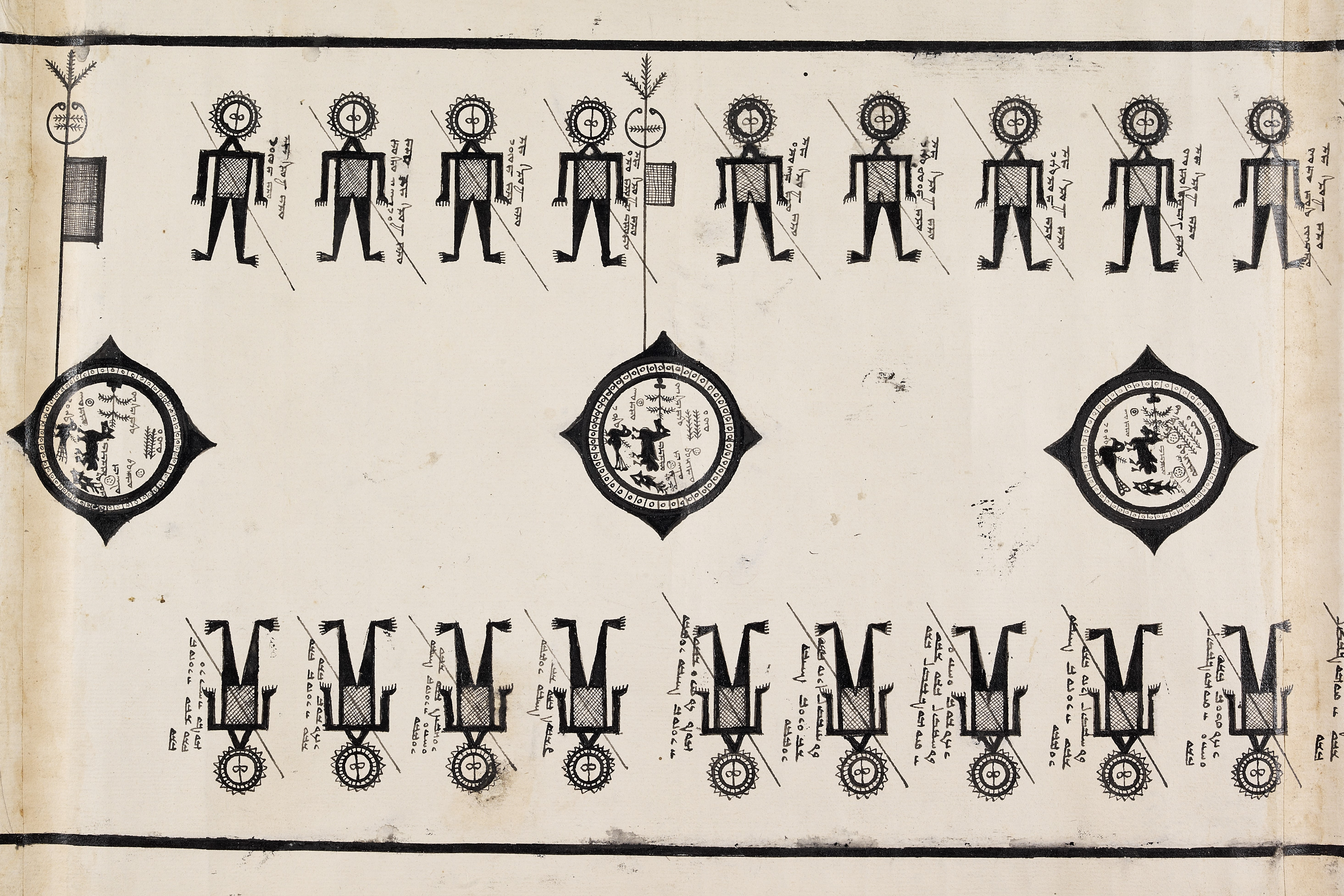
Le ultime file di Uthra (angeli), dal Rotulo del battesimo di Hibil Ziwa

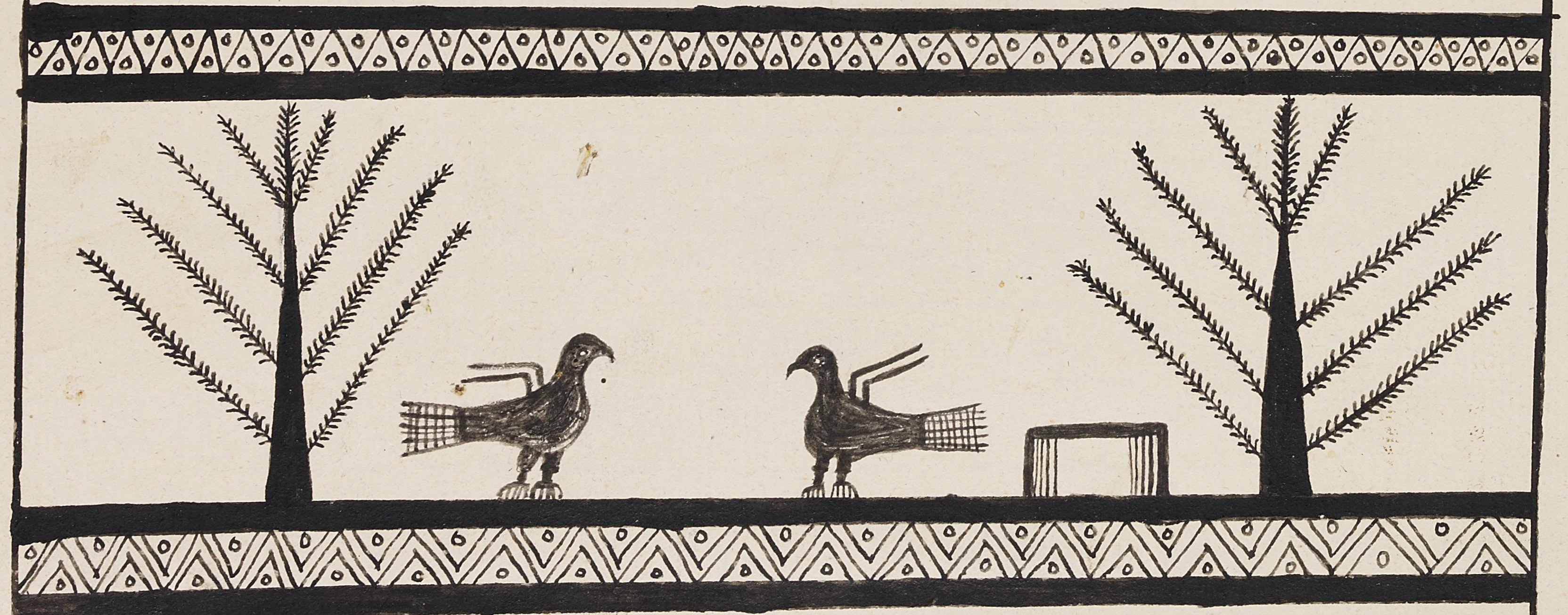
Due uccelli e due alberi, dal Rotulo del grande mondo supremo

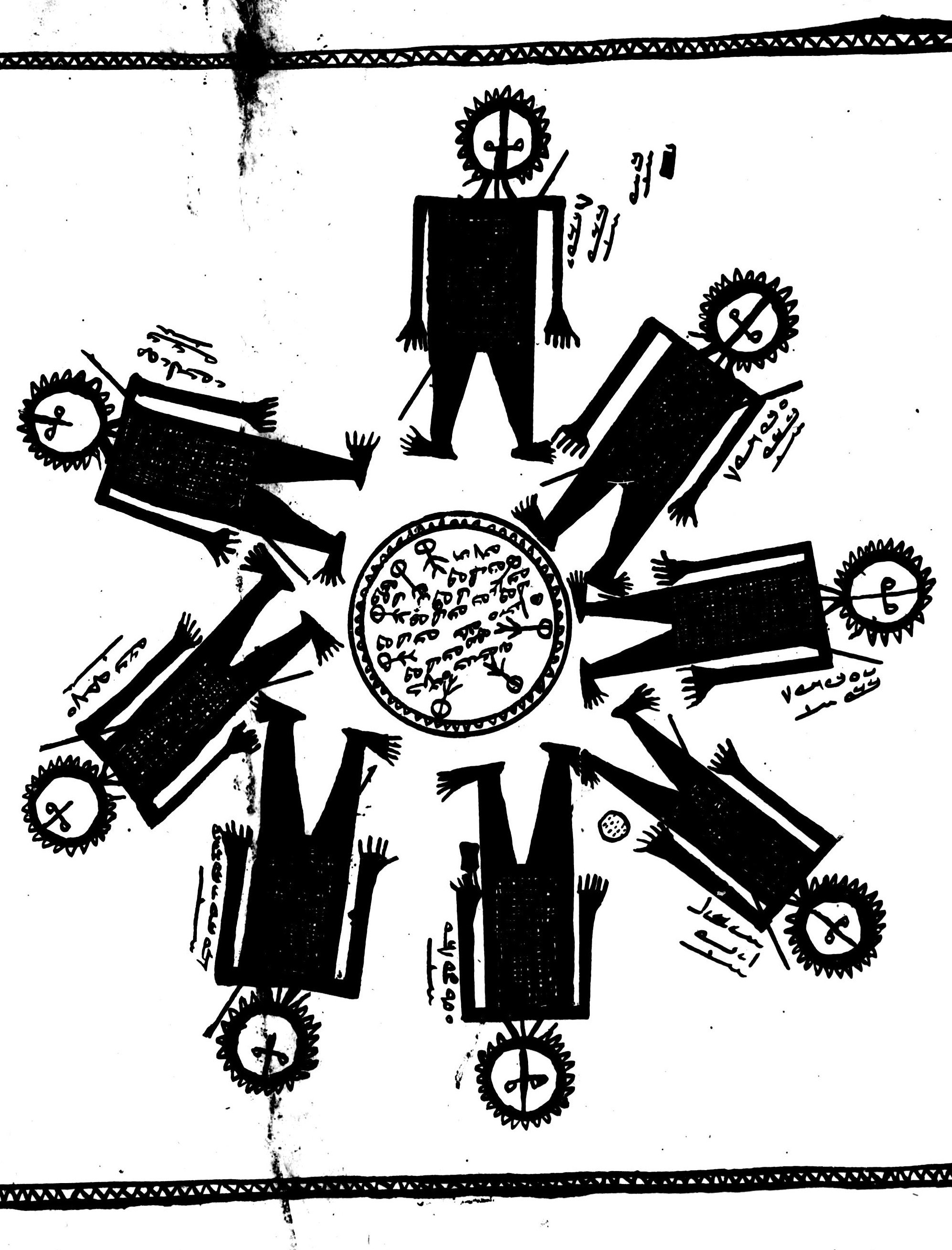
Uthra, dal Rotulo del mistero nascosto

Lo specialista E.S. Drower raggruppa i testi in sei generi principali:
- Testi esoterici, ad uso dei sacerdoti
- Testi rituali, per uso sacerdotale
- Inni, salmi e preghiere
- Testi esortativi e generali
- Testi astrologici
- Testi magici

### Testi fondamentali

#### Sacre scritture
- Ginza Rabba (Grande tesoro)[3]o "Libro di Adamo", raccolta di scritti sacri, divisa in due parti:
  - Ginza Smala (Tesoro di Sinistra)
  - Ginza Yamina (Tesoro di Destra)
- Drasia d-Yahia (Libro di Giovanni Battista)[4][5][6] o "Libro dei re"
- Qulasta (Collezione), libro canonico delle preghiere[7][8], che include tra gli altri capitoli:
  - Sidra d-Nishmata (Libro delle anime)[9], inizio del Qulasta
  - Eniania (Le risposte)

#### Storia
- Haran Gawaita (Rotulo della grande rivelazione)[10]

### Testi rituali ed esoterici ad uso sacerdotale
- Alf Trisar Shuilalia (Le 1012 domande)[11]
- Sharh d-Trasa d-Taga d-Shishlam Rba (L'incoronazione del Grande Shishlam)
- Diwan Malkuta Laita (Rotulo della regalità esaltata)
- Diwan Abathor (Rotulo di Abatur)[12]
- Diwan masbuta d-Hibil Ziwa (Rotulo del battesimo di Hibil Ziwa)[10]
- Diwan d-Naharawata (Rotulo dei fiumi)
- Sarh d-Mashbuta Rabtia (Rotulo del Grande Battesimo)
- Dmut Kushta (L'immagine delle verità)
- Alma Rishaia (Il mondo supremo) diviso in due parti:
  - Alma Rba (Il grande mondo supremo)
  - Alma Zuta (Il piccolo mondo supremo)
- Sharh d-Tabahata (Rotulo degli antenati)
- Diwan u-tafir d-razia d-abahata (I segreti degli antenati)
- Sharh d-Zihrun Raza Kasia (Rotulo del mistero nascosto)
- Sharh d-Parwanaya (Rotulo dei giorni epagomeni)

### Liturgie e rituali matrimoniali
- Sharh d-qabin d-Shishlam Rba (Rotulo del matrimonio del Grande Shishlam)

### Astrologia
- Sfar malwashia (Libro dello zodiaco)[13]

### Testi magici

#### Shafta
- Qashtina
- Dahlulia
- Pishra d-Ainia (Esorcismo del malocchio)
- Pishra d-Shambra
- Pishra d-Shumqa
- Pishra d-Pugdama d-Mia
- Pashar Harshia
- Pashar Mihla
- Masihfan Rba

#### Qmaha
- Rish Tus Tanina
- Bit Mishqal Ainia
- Nirig, Sira e Libat
- Shuba lbishna, Sirna hthimna e Yawar Ziwa
- Shiul
- Sir Sahria
- Br ngaria
- Yurba
- Gastata

#### Zrazta
- Hibil Ziwa
- Ptahil Rba
- Shuba Shibiahia

#### Shalhafta
- Mahria

#### Libri
- Harshia Bishia

#### Amuleti di piombo
- (La discesa di Iauar)

## Galleria d'immagini

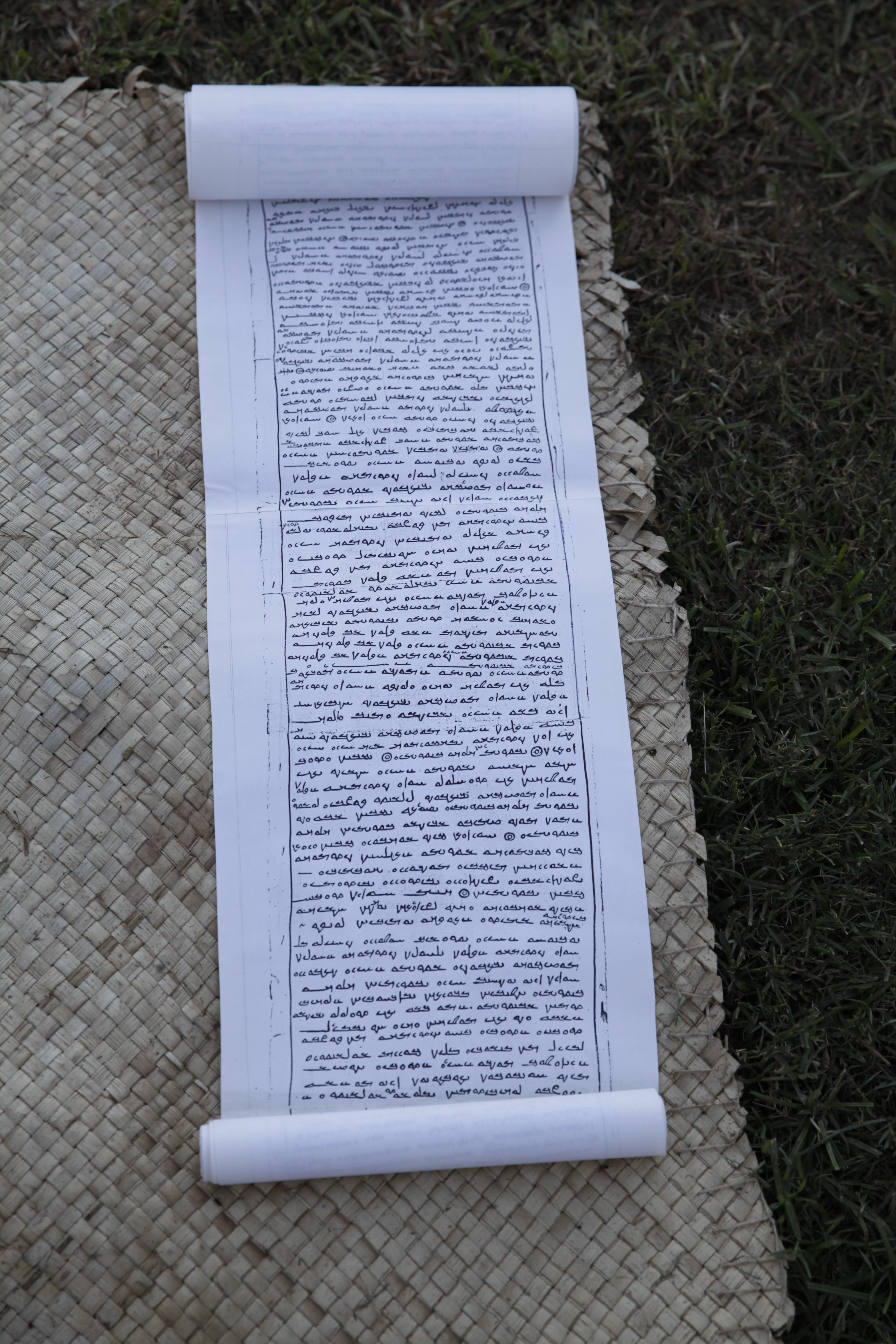
Il Rotulo del Parwanaya
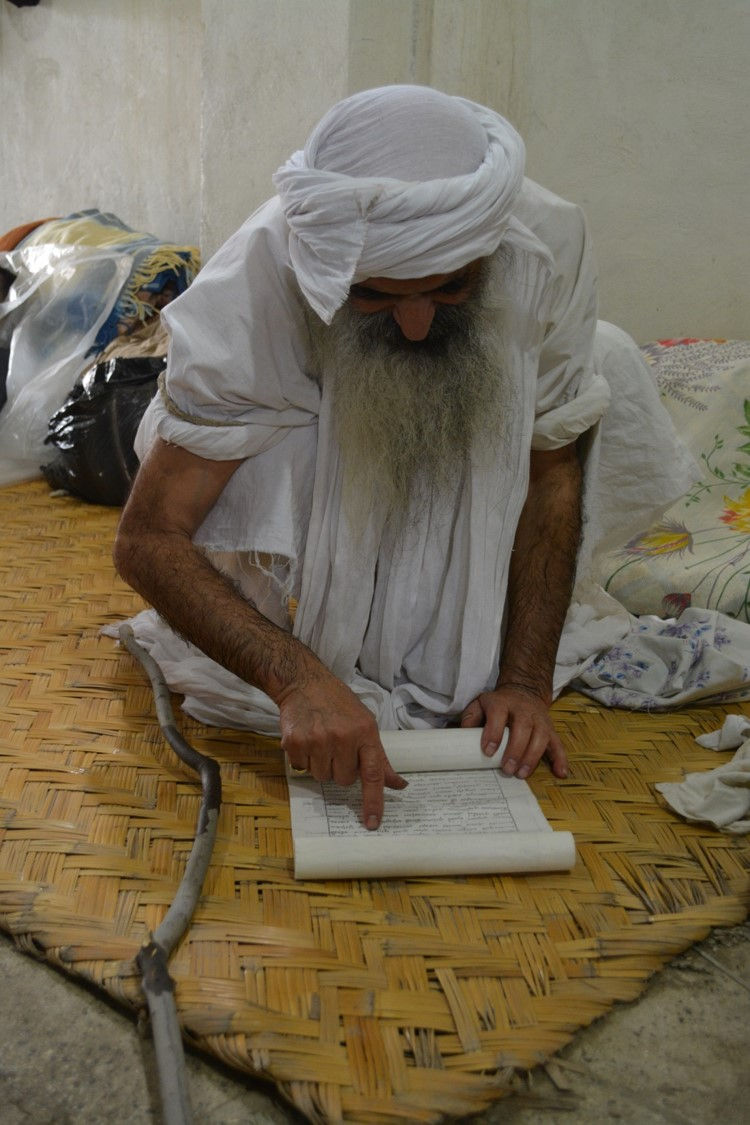
Un sacerdote mandeo recita il Rotulo del Parwanaya
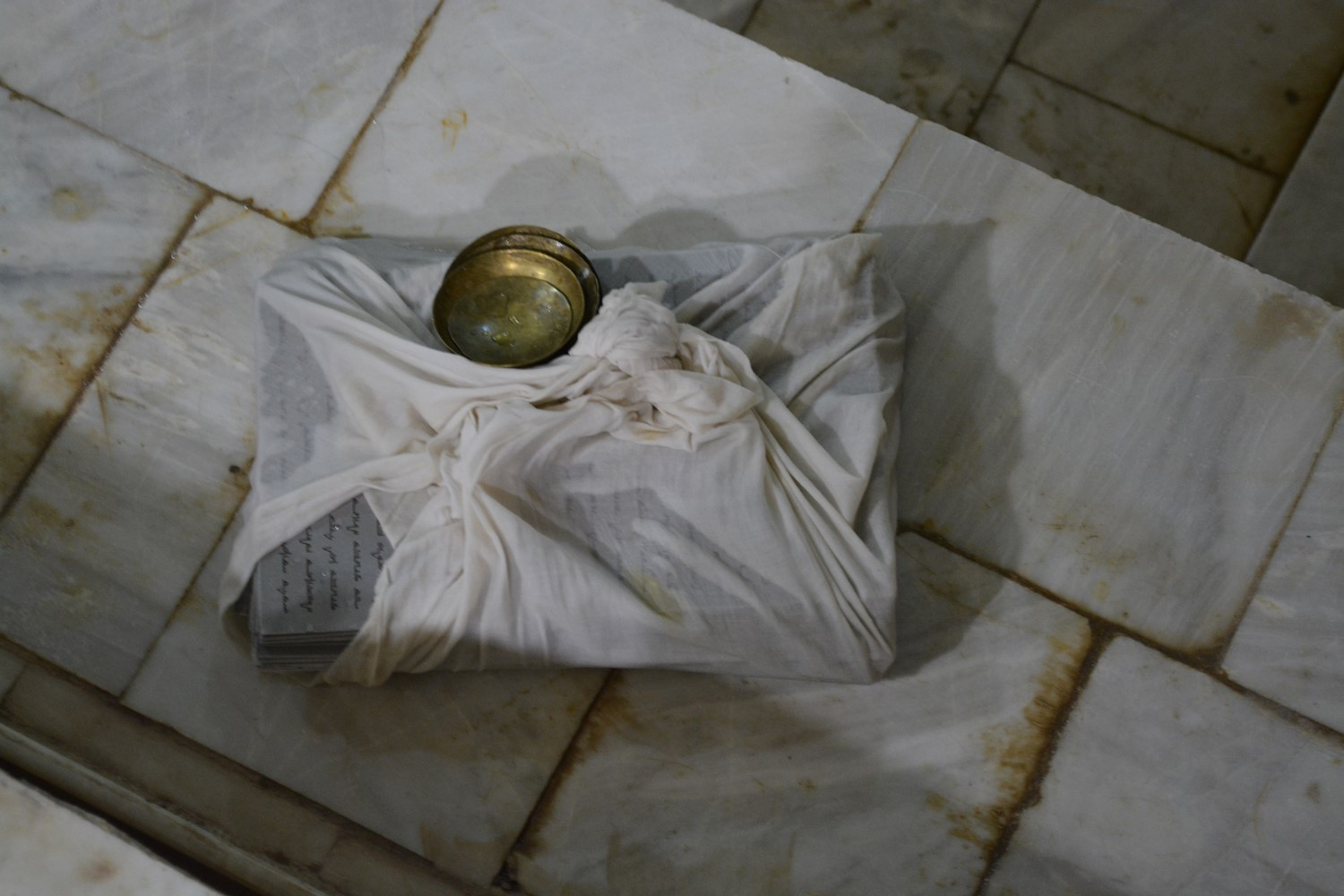
Il Rotulo del Parwanaya avvolto nel tradizionale panno
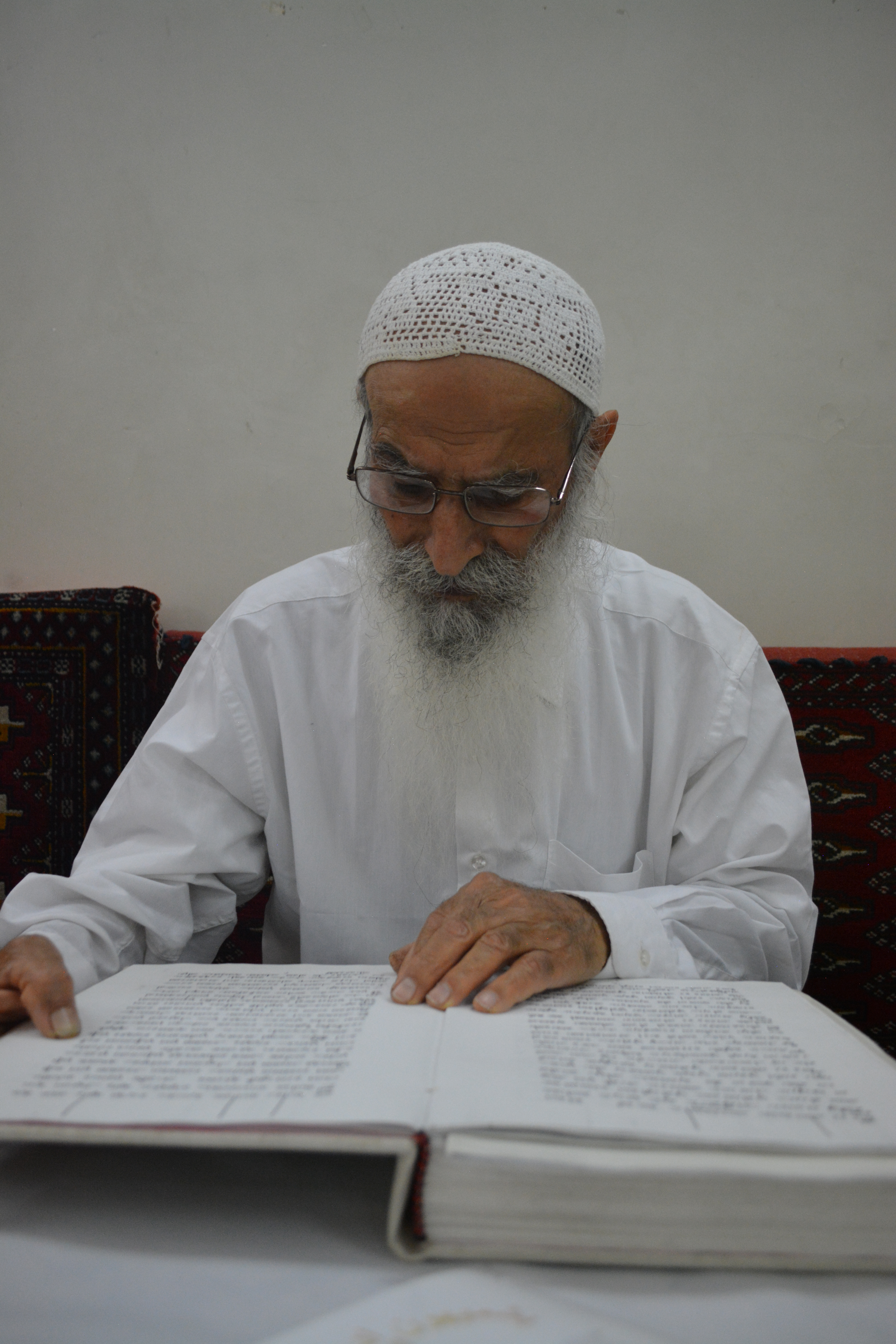
Un sacerdote mandeo insegna catechismo in una classe femminile (Iran)
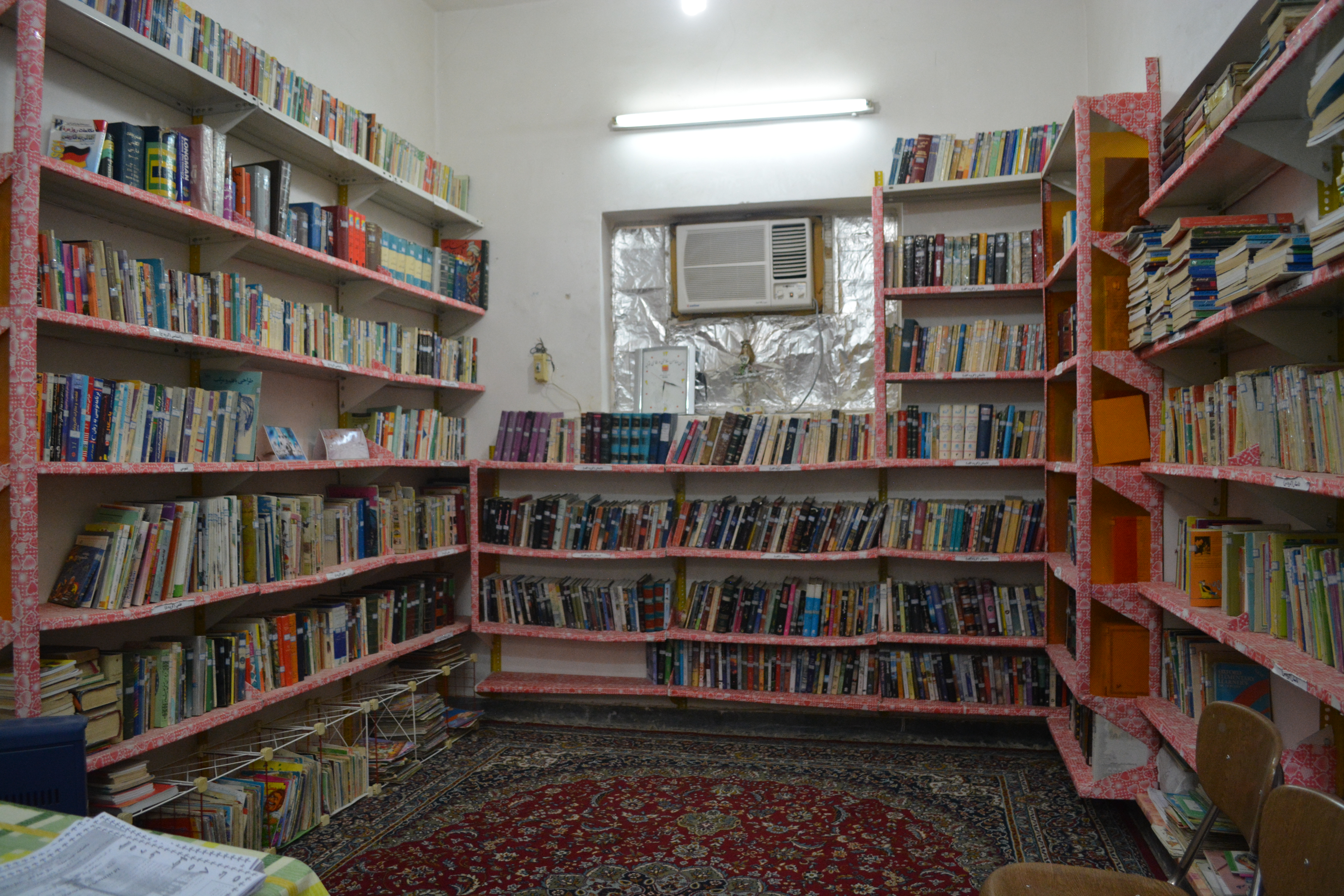
Classe femminile mandea (Iran)